# Airituba
Airituba é um distrito situado na região norte do município de São José do Calçado, no estado do Espírito Santo, no Brasil. Possui cerca de 800 habitantes.
O topônimo "Airituba" é proveniente do tupi aîrytyba, que significa "ajuntamento de airis (um tipo de palmeira)" (aîry, airi + tyba, ajuntamento).